# Seward Mountains
Die Seward Mountains sind eine isolierte Gebirgsgruppe von bis zu 1525 m Höhe an der English-Küste im Südwesten des Palmerlands auf der Antarktischen Halbinsel. Sie ragen etwa 16 km ostsüdöstlich der Buttress-Nunatakker und ebensoweit östlich des George-VI-Sunds auf.
Entdeckt wurden die Berge 1936 von Teilnehmern der British Graham Land Expedition (1934–1937) unter der Leitung des australischen Polarforschers John Rymill, der sie nach dem britischen Botaniker und Geologen Albert Charles Seward (1863–1941) benannte.